# Ciboneya nuriae
Ciboneya nuriae là một loài nhện trong họ Pholcidae. Loài này được phát hiện ở Cuba.